# Omega X
Gli Omega X (오메가엑스?) sono un gruppo musicale sudcoreano formatosi nel 2021 sotto la Spire Entertainment. Il gruppo, costituito da 11 membri, ha debuttato il 30 giugno 2021 con l'EP Vamos. Il nome del gruppo, OMEGA X, ha origine dalla parola greca "omega", che significa "finale".

## Formazione
- Jaehan (재한) – leader
- Hwichan (휘찬)
- Sebin (세빈)
- Hangyeom (한겸)
- Taedong (태동)
- Xen (젠)
- Jehyun (제현)
- Kevin (케빈)
- Junghoon (정훈)
- Hyuk (혁)
- Yechan (예찬)

## Discografia

### Album in studio
- 2022 – Story Written in Music

### EP
- 2021 – Vamos
- 2022 – Love Me Like
- 2022 – Stand Up!

### Singoli
- 2021 – What's Goin' On

## Videografia
- 2021 – Vamos
- 2021 – What's Goin' On
- 2022 – Love Me Like
- 2022 – Play Dumb